# Jüdische Gemeinde Clouange

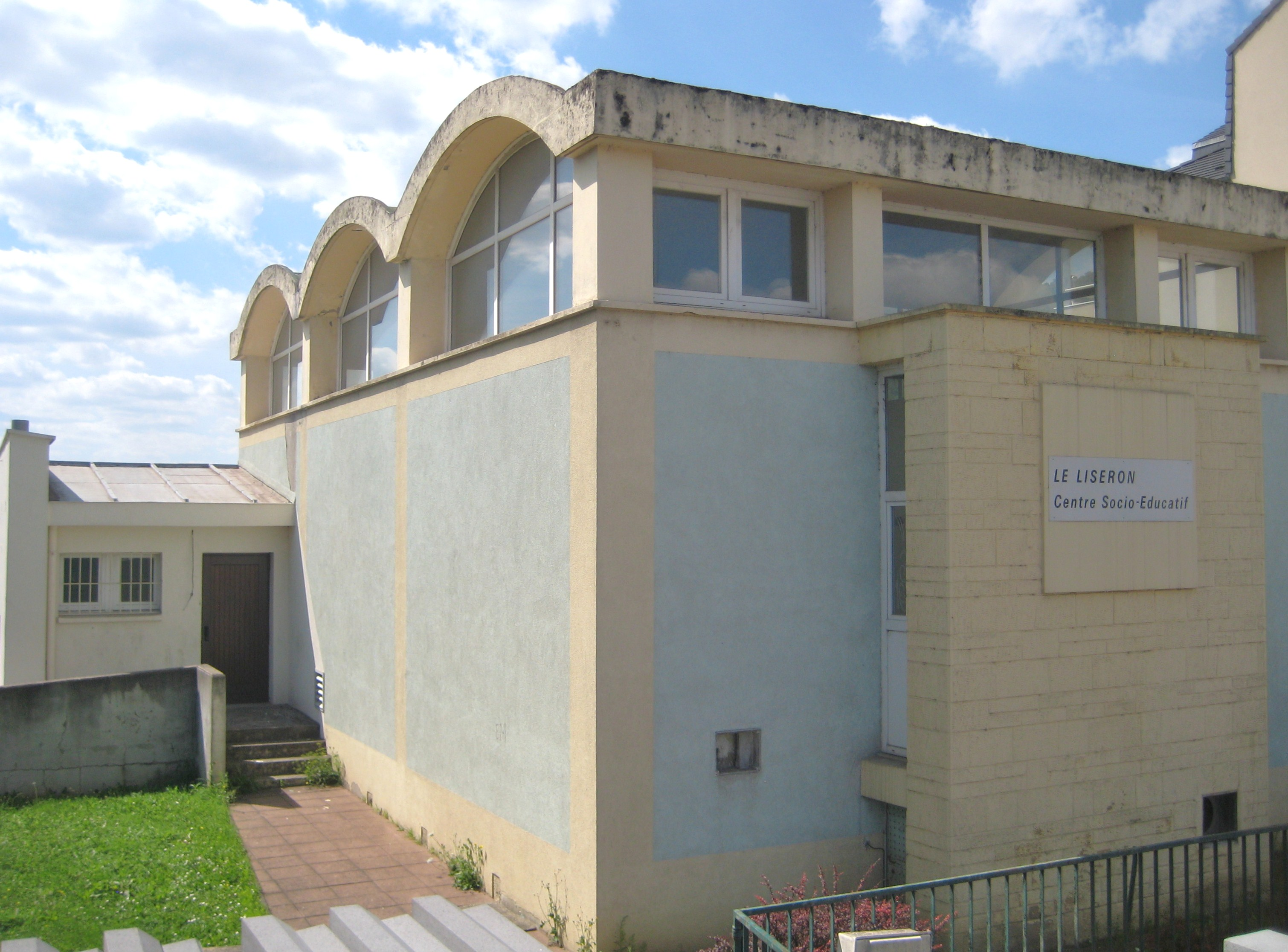
Ehemalige Synagoge in Clouange

Eine Jüdische Gemeinde in Clouange, einer französischen Gemeinde im Département Moselle in Lothringen, bestand seit dem 17. Jahrhundert.

## Geschichte
Die jüdische Gemeinde von Clouange wurde nach 1919 gegründet und hatte ihren aktivsten Förderer in Lazard Cahen. Zunächst fand der Gottesdienst in einem kleinen Betsaal statt. Ein Teil der jüdischen Gemeinde wurde während des Zweiten Weltkriegs deportiert und ermordet. Die jüdische Gemeinde gehörte seit 1808 zum israelitischen Konsistorialbezirk Metz.
Im Jahr 1960 weihte die wieder gegründete jüdische Gemeinde ihre neue Synagoge ein, die heute als Jugendzentrum genutzt wird.